# Сексуальне домагання

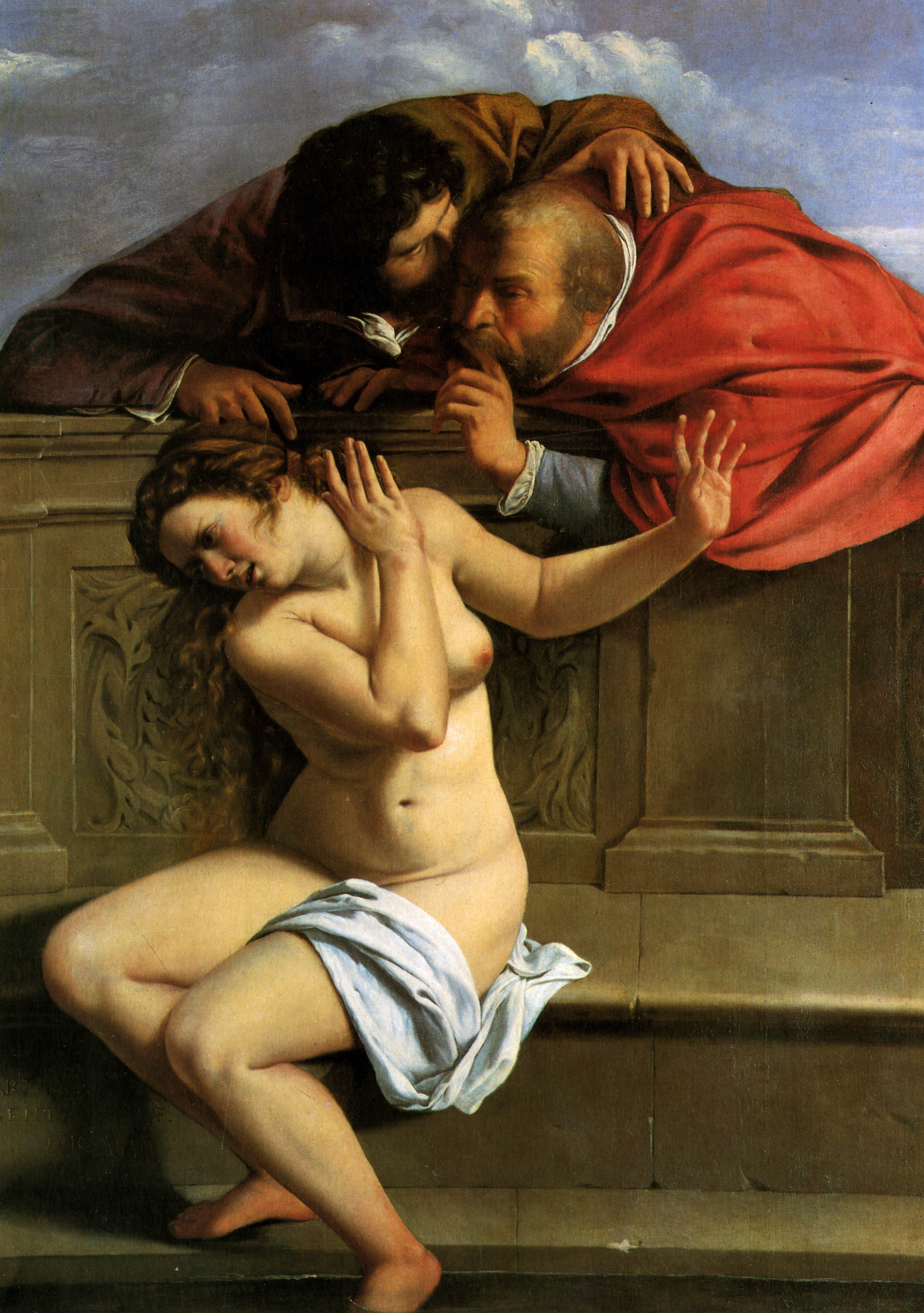
«Сюзанна і старці» Артемізія Джентлескі (1610)

Сексуальні домагання — домагання сексуального характеру. Будь-яка форма небажаної вербальної, невербальної чи фізичної поведінки сексуального характеру, мета або наслідок якої — порушення гідності особи, зокрема шляхом створення загрозливого, ворожого, принизливого або образливого середовища. Також визначаються як дії сексуального характеру, виражені словесно або фізично, що принижують чи ображають осіб, які перебувають у певних трудових чи службових відносинах. Сексуальні домагання найбільш розповсюджені у вертикальних трудових відносинах (керівник — підлегла), однак трапляються і в горизонтальних стосунках (між колегами). Поряд із домашнім насильством, секс-торгівлею та проституцією сексуальні домагання є видом гендерного насильства. Вагомою рисою сексуальних домагань є перебування в публічному просторі, найчастіше йдеться саме про трудові відносини, хоча гарасмент не рідкість і в публічному просторі (вуличні домагання, підглядання під спідницю) та приватному спілкуванні від незнайомих осіб (див. домашнє насильство, зґвалтування у шлюбі).
Прикладами сексуальних домагань є небажані та (або) неприємні пропозиції сексуального характеру, дотики, обмацування, жарти, пов'язані із сексуальністю потерпілої, натяки тощо від інших осіб. Окремим випадком сексуальних домагань є педофілія (або розбещення).
Сексуальні домагання на робочому місці вважаються злочином у законодавствах більшості країн, серед яких, зокрема, Велика Британія, США, Німеччина, Франція та Україна.

## Визначення

### Походження терміна
Перша відома згадка терміна «сексуальні домагання» з'явилася в доповіді на тему дискримінації «Кільця Сатурна» («Saturn's Rings») докторки філософії Мері Роу в 1973 році. Професорка, однак, заявляла, що цей термін активно використовувався в жіночих групах Массачусетсу раніше, тому вона, насправді, не є його авторкою.
Іноді створення терміна приписують також правозахисниці Кетрін МакКіннон, авторці книги «Сексуальні домагання до жінок, що працюють» («Sexual Harassment of Working Women: A Case of Sex Discrimination») 1979 року. За іншою версією, термін вигадали активістки Корнелльського університету, котрі створили «Організацію Об'єднаних Жінок», аби боротися з домаганнями у власному навчальному закладі.

### Законодавче визначення сексуальних домагань
Міжнародне законодавство оминає визначення конкретних дій, які охоплює поняття «сексуальні домагання», натомість визначає його як вид гендерного насильства.
Національне право визначає сексуальні домагання як «дії сексуального характеру, виражені словесно (погрози, залякування, непристойні зауваження) або фізично (доторкання, поплескування), що принижують чи ображають осіб, які перебувають у відносинах трудового, службового, матеріального чи іншого підпорядкування.» у Законі України «Про забезпечення рівних прав та можливостей жінок і чоловіків». Таке визначення визнають недосконалим, адже воно не охоплює всіх можливих варіацій сексуальних домагань, такі як, домагання колег та сексуальні переслідуваня від малознайомих осіб.
Не називаючи прямо, про сексуальні домагання згадує і Кримінальний Кодекс України в статті 154, де визнає кримінальним правопорушенням «примушування особи без її добровільної згоди до здійснення акту сексуального характеру з іншою особою».

## Види сексуальних домагань

### Сексуальні домагання на робочому місці
Сексуальні домагання на робочому місці є найбільш типовим видом сексуальних домагань. Хоча в Україні й існує Закон «Про забезпечення рівних прав та можливостей жінок і чоловіків», він не здатний побороти проблему сексуальних домагань повністю. Причин є декілька, зокрема низький рівень правової культури українського суспільства, звинувачення в злочині жертви (віктім-блеймінг), важкість доведення факту домагання в суді.
До найбільш вразливих сфер в Україні експерти відносять, зокрема, бюджетну. Жінки в бюджетній сфері зазвичай тримаються за роботу заради стажу, мають низьку заробітну плату та є незахищеними, а це, у свою чергу, надає переслідувачу змогу залишитися безкарним.
Крім того, особлива увага звернена до сфери шоу-бізнесу, особливо після масових звинувачень відомого голлівудського продюсера Гарві Вайнштейна у 2017 році та поширення акції #MeToo. В Україні реакцією на загострення питання про сексуальні домагання та сексуальне насильство в цілому стала акція #яНеБоюсьСказати.

### Сексуальні домагання в освіті
Сексизм, приниження та сексуальні домагання з боку викладачів в університетському середовищі — проблема поширена по всій країні. Однак із 2017 року ситуація потроху почала змінюватись.
Так, влітку 2017 року студентки Києво-Могилянської Академії влаштували акцію протесту проти дискримінаційних дій викладачів. Адміністрація університету звернула увагу на вимоги активісток, щодо викладачів Вишу вжили належних заходів, а у 2018 році прийняли Положення «Політика попередження й боротьби із сексуальними домаганнями в НаУКМА». Згідно з цим положенням, у НаУКМА заборонені:
- дискримінаційні висловлювання (які містять образливі, принизливі твердження щодо осіб на підставі статі, зовнішності, одягу, сексуальної орієнтації тощо);
- утиски (небажана для особи та/або групи осіб поведінка, метою або наслідком якої є приниження їхньої людської гідності за певними ознаками або створення стосовно такої особи чи групи осіб напруженої, ворожої, образливої або зневажливої атмосфери);
- мова ненависті (висловлювання, що містять образи, погрози чи заклики до насильства щодо певної особи чи груп) на підставі статі.[11]

У листопаді того ж року стало відомо про випадки сексуальних домагань та неприйнятної поведінки викладачів Рівненського державного гуманітарного університету.
2019 року в сексуальних домаганнях звинуватили викладача Київського національного університету імені Тараса Шевченка. Після заяви студенток, було створено комісію для розслідування ситуації. У результаті, університет повідомив, що: «за результатами роботи комісії виявлено ряд порушень та недоліків, допущених під час проведення навчальної практики. Доцента Романенка П.О. звільнено з займаної посади».

### Сексуальні домагання в армії
Гендерне насильство в ЗСУ традиційно замовчується. Очевидно, що жодної статистики наразі зібрати неможливо, а жертв, які публічно заявили б про скоєне над ними насильство, одиниці.
Однак, окремі особи піддають публічному розголосу незаконні дії військових, а також намагаються захистити власні права в суді. Зокрема, у грудні 2018 було порушено кримінальну справу про домагання командира військової частини А1358 до своєї підлеглої: 
«Слідчим слідчого відділу Вінницького відділу поліції ГУНП у Вінницькій області 21 грудня 2018 року за заявою Сікал В.О. до Єдиного реєстру досудових розслідувань внесено відомості за ознаками кримінального правопорушення, передбаченого ч. 1 ст. 154 ККУ (примушування до вступу в статевий зв'язок)».

## Статистика сексуальних домагань
- кожна третя жінка (35%) у світі протягом свого життя зазнає фізичного чи сексуального насилля від свого інтимного партнера або сексуального насилля від іншої людини;
- у більшості випадків це насилля зі сторони інтимного партнера; в усьому світі 30% жінок, які перебувають у стосунках, повідомляють про те, що вони зазнали якусь із форм фізичного чи сексуального насилля від свого партнера;
- до 38% убивств жінок у світі здійснюють їхні інтимні партнери. [14]

### В Україні
У період із січня по листопад 2015 року в Україні було зареєстровано понад 514 тисяч кримінальних справ, з них 243 тисячі крадіжок, 41 тисяча випадків шахрайства, 19,5 тисяч пограбувань, 3 тисячі розбоїв, по 2 тисячі справ про хабарництво та вбивство, і 305 справ за статтею про зґвалтування чи спробу зґвалтування.
У дослідженні Національного демократичного інституту в 2018 році взяли участь 2,5 тисячі українців з усіх областей країни крім непідконтрольних уряду територій.
Експерти зазначили, що 13% позитивних відповідей на питання інтерв'юєрів дорівнюють понад чотирьом мільйонам дорослих українців. Водночас 0,6% опитаних зізналися, що зазнали домагань у мережі.
Дослідження також показало, що 40% постраждалих від гарасменту, серед яких значно переважають жінки (76% проти 4% чоловіків), не зверталися по допомогу до когось, хто б міг вжити заходів щодо порушника. Більше половини українців підтримують ідею звернення потерпілих від домагань по допомогу, лише 14% відповіли негативно на це питання.
Водночас 49% опитаних не погоджуються, що ймовірність стати об'єктом сексуальних домагань на робочому місці є однаковою для представників обох статей, а 97% тих, хто підтримав це твердження, вважають, що більше випадків сексуального насильства трапляється щодо жінок. 

### США
National Sexual Violence Resource Center у США дає такі дані відносно сексуального насилля щодо чоловіків і жінок:
- кожна 7 жінка і кожен 71 чоловік у США зазнають сексуального насилля в різні періоди свого життя (за іншою статистикою – кожна 6 жінка і кожен 33 чоловік);
- у статистиці сексуального насилля повнолітніх громадян 91% – жінки, 9% – чоловіки;
- у 8 випадках із 10 людина, яка зазнала сексуального насилля, знала свого кривдника. [14]
- Огляд the California Bay Area на початку 2000-х років показав, що 100% жінок були об'єктом сексуальних зауважень. 
  - Дев'ятнадцять відсотків заявили, що це відбувалося кожен день, і майже половина сказали, що це часто буває.
- Опитування YouGov від 2017 року прийшло до висновку, що 60% жінок в Америці зазнали сексуальних домагань. 
  - Ще 8 відсотків вважали за краще не реагувати на це.
- Рух #MeToo надихнув майже двох мільйонів людей висловитися про свій досвід сексуальних домагань.
- За результатами опитування ABC News-Washington Post від 2017 року, 54% американських жінок раніше відчували небажані сексуальні загравання.
- У тому ж році Університет Квінніпак встановив, що 60 відсотків жінок у США та 20 відсотків чоловіків піддаються сексуальним домаганням.
- The Economist повідомив, що в будь-якому році майже кожна п'ята жінка відчуватиме гендерне переслідування, а кожен десятий відчуває небажану сексуальну увагу. [16]

##### На робочому місці
На 2016-ий рік Equal Employment Opportunity Commission в США зробила висновок, що від 25 до 85% жінок зазнали сексуальних домагань на роботі. Вони також повідомляють, що про 75% усіх випадків домагань на робочому місці взагалі не повідомляються.
На 2017-ий рік, згідно з дослідженнями, майже половина (48 відсотків) зайнятих американських жінок зазнали сексуального, вербального або фізичного переслідування на роботі, повідомляє NBC / WSJ.

##### На вулиці
У 2014 році неприбуткова організація Stop Street Harassment (SSH) виявила, що 65% жінок стали жертвами переслідувань на вулиці. 
У дослідженні Університету Quinnipiac у 2017 році встановлено, що 45% жертв піддавалися сексуальним домаганням на вулиці.
Огляд Penn, Schoen and Berland Associates виявив, що 87% жінок у США переслідувались чоловіком на вулиці. Половина жертв заявила, що переслідування було «екстремальним» (їх торкнулися, схопили тощо). У цьому ж опитуванні був спростований міф про те, що розголос відбувається тільки в містах:
- 90% жінок у сільській місцевості зазнали переслідувань на вулицях,
- 88% — в приміських районах і
- 87% — у містах.[18]

##### В транспорті
У 2007 році онлайн-анкета показала, що 63% нью-йоркських користувачів громадського транспорту були піддані сексуальним домаганням у метро або на станції метро.
У 2014 році близько 20% користувачів громадського транспорту в Лос-Анджелесі сказали, що вони відчували себе незахищеними в минулому місяці через небажану сексуальну увагу в метро.
А в 2016 році 21% користувачів громадського транспорту у Вашингтоні стали жертвами сексуальних домагань.

### Інші країни
У Німеччині кожна друга жінка зазнавала тієї чи тієї форми сексуальних домагань. Майже кожен п'ятий чоловік у Німеччині визнав свої дії такими, що їх інша особа «могла б уважати сексуально неприйнятними або незаконними». Лише 6 % опитаних жінок визнали, що вчиняли такі самі дії.

##### На роботі
За оцінкою дослідження, що було проведено в країнах ЄС у 2004-му році, рівень сексуальних домагань на робочому місці у Фінляндії становить 15%, у Великій Британії — 14%,  а в Італії — 4%. Такий розрив експерти аргументували різницею в обізнаності щодо проблеми.
Окреме дослідження У.К. виявило, що від 40 до 50 відсотків жінок у ЄС були піддані сексуальному насильству на роботі.

##### На вулиці
У 2016 році ActionAid провела опитування щодо вуличних переслідувань у ряді країн. Вони виявили, що 79% жінок, що живуть в містах Індії, 86% в Таїланді і 89% в Бразилії, були піддані переслідуванням або насильству в громадських місцях, як і 75% жінок у Лондоні, Велика Британія.
У Лондоні, у Великій Британії, у 2012 році майже половина жінок пережили вуличні сексуальні домагання протягом минулого року.

## Правове регулювання протидії сексуальним домаганням

### Українське законодавство
В українському законодавстві термін «сексуальні домагання» запроваджено з ухваленням Закону України «Про забезпечення рівних прав та можливостей жінок і чоловіків» 2005 року. Звучить воно так: сексуальні домагання — це дії сексуального характеру, виражені словесно (погрози, залякування, непристойні зауваження) або фізично (дотики, поплескування), що принижують чи ображають осіб, які перебувають у відносинах трудового, службового, матеріального чи іншого підпорядкування.
Таке означення вузьке й неоднозначне, його не можна поширити на «горизонтальні відносини» (колеги, друзі, знайомі тощо).
Постанова Пленуму Верховного суду України від 30 травня 2008 року № 5 «Про судову практику в справах про злочини проти статевої свободи та статевої недоторканності особи» вказує, що матеріальна залежність потерпілої особи має місце, зокрема, тоді, коли вона перебуває на повному або частковому утриманні винної особи, проживає на її житловій площі, а також тоді, коли винна особа своїми діями чи бездіяльністю спроможна викликати істотне погіршення матеріального становища потерпілої особи.
У законодавчому означенні сексуальні домагання — ширше поняття, ніж примушування до вступу у статевий зв'язок: перше поняття охоплює друге. Тобто примушування до вступу у статевий зв’язок завжди буде сексуальним домаганням, але не кожне сексуальне домагання виражається лише в примушуванні до вступу у статевий зв’язок.
У Кримінальному кодексі є окремий розділ IV, який присвячений злочинам проти статевої свободи та статевої недоторканості.
Саме IV розділом КК встановлено кримінальну відповідальність за зґвалтування, сексуальне насильство, примушування до вступу в статевий зв'язок, вчинення дій сексуального характеру з особою, яка не досягла шістнадцятирічного віку та розбещення неповнолітніх.
Кримінальній відповідальності підлягає і особа, яка готувалась до злочину та здійснила замах на вчинення злочину. Наприклад, спроба зґвалтування також карається кримінальним законом.
Нещодавно (січень 2019 року) набули чинності зміни до Кримінального кодексу, згідно з якими, зокрема, розділяються поняття зґвалтування та сексуального насильства. 
Микола Хавронюк зазначає: «Об'єднує ці дії те, що вони здійснюються щодо особи без її згоди.«Нарешті законодавець перейшов на «європейські рейки» і чітко визначив: є сексуальне насильство, пов'язане з проникненням, і сексуальне насильство, непов'язане з проникненням. Друге карається трохи м'якче, але також є злочином».

### Міжнародний досвід
За кордоном сексуальні домагання визнаються злочином, і постраждалі мають право на правовий захист. До прикладу, за інформацією UN Women's Virtual Knowledge Centre в США федеральне, штатне та муніципальне законодавство чітко забороняє переслідування за ознакою статі, сексуальної орієнтації та гендерної ідентичності і передбачає право потерпілої особи на компенсацію матеріальної та моральної шкоди. Крім того, постраждала особа може ініціювати відкриття кримінальної справи проти зловмисника. Залежно від того, чи винна особа є керівником або колегою, застосовуються різні правила відповідальності.
У багатьох країнах світу сексуальні домагання визнаються злочинами, а потерпілі підлягають захисту і мають право на відшкодування матеріальної та моральної шкоди. До переліку таких країн входять Алжирська народна демократична республіка,Китайська народна республіка, Угорщина, Литовська республіка, Кенія, Багамські острови, республіка Філіппіни, Іспанія і т.д.
На захист постраждалих від сексуальних домагань виступає законодавство як в США, країнах Європи, так і в країнах Африки та Азії.